# ジョージ・ロバート・グレイ
ジョージ・ロバート・グレイ (英語: George Robert Gray,  1808年7月8日 - 1872年5月6日) は、イギリスの動物学者。特に鳥類学者として知られ、41年間、大英博物館の鳥類セクションの長だった。
植物学者サミュエル・フレデリック・グレイの息子で、動物学者ジョン・エドワード・グレイの弟。

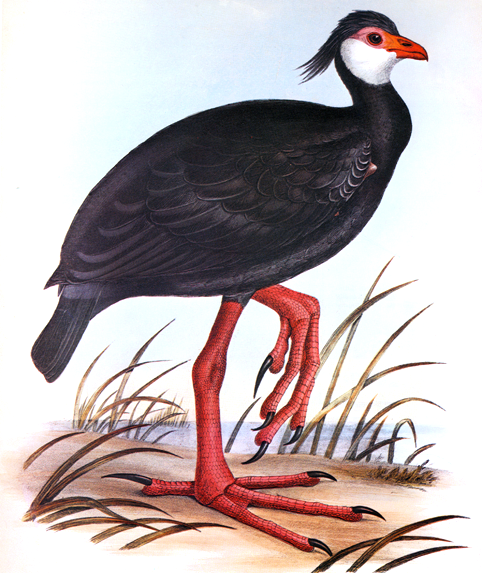
Genera of Birdsの図版

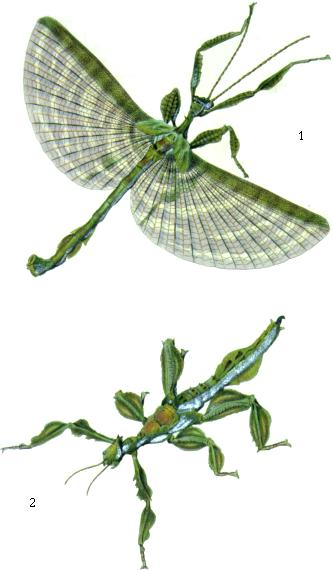

## 経歴
- 1808年、ロンドンのチェルシー生まれ。
- 1831年から大英博物館で Assistant Keeper として働く。
- 1833年、ロンドン昆虫学会（現在の ロンドン王立昆虫学会（英語版））を創設する。
- 1865年、王立協会のフェローに選出[1]。
- 1872年、ロンドンで没。

## 著書
- The Entomology of Australia, in a series of Monographs. Part I. The Monograph of the Genus Phasma. London 1833
- List of the genera of birds. London 1840.
- Description and Figures of some new Lepidopterous Insects chiefly from Nepal. Brown, Green, and Longmans, London 1846.
- Handlist of the genera and species of birds. London 1869-72.